# Jacques Montet
Jacques Montet (* 9. März 1722 in Beaulieu bei Vigan; † 13. November 1782 in Montpellier) war ein französischer Apotheker, Chemiker und Enzyklopädist.

## Leben und Wirken
Jacques Montet wurde in Beaulieu, in der Nähe von Vigan, geboren, seine Eltern waren Gabriel Montet und Madeleine Gaubert.
Dank eines Engländers, den er auf seinen Reisen in die Schweiz begleitete, wurde bei Montet das Interesse an den Naturwissenschaften geweckt, insbesondere für die Chemie. So dass sein weiterer Weg zunächst nach Paris zu den Vorlesungen von Guillaume-François Rouelle führte. Jener war, seit dem Jahre 1743, zum Demonstrator für Chemie im Jardin du Roi ernannt worden.
Anschließend ging Montet dann nach Montpellier, um eine Apothekerausbildung zu absolvieren. Im Jahre 1748 wurde er dort Mitglied der Akademie der Wissenschaften, Académie des sciences et lettres de Montpellier. Dann Demonstrator unter Gabriel-François Venel ferner hielt er Vorlesungen für Chemie.
Montet führte seine Forschungen zu den unterschiedlichsten Themen durch und beschäftigte sich auch allgemein mit der Naturgeschichte. Seine Arbeiten über Physik, Naturgeschichte und Landwirtschaft in einem Teil der Cevennen, Cévennes wurden in den Memoiren der Akademie der Wissenschaften von Montpellier veröffentlicht. Schließlich schrieb er Artikel zum Thema Chemie im Band XV und XVI der Encyclopédie von Denis Diderot und Jean-Baptiste le Rond d’Alembert.
Er heiratete im Februar 1769, die Montpellier Gilette Carquet, das Paar blieb kinderlos.

## Werke
- L’Art de faire le vert-de-gris, Mémoires de l’Académie des sciences de Paris, 1750-1753-1756 ;
- Sur le sel lixiviel de tamaris, Mémoires de l’Académie des sciences, 1757 ;
- Sur un grand nombre de volcans éteints qu’on a trouvés dans le bas Languedoc, Mémoires de l’Académie des sciences de Paris, 1760 ;
- Description des Marais de Peccais|salins de Peccais, Mémoires de l’Académie des sciences de Paris, 1763 ;
- Sur la manière de conserver en tout temps les cristaux de l’alcali fixe, 1765 ;
- Sur la morsure de la vipère, 1773 etc.